# 박철희 (1877년)
박철희(朴喆熙, 일본식 이름: 竹村喆熙다케무라 데쓰키, 1878년 1월 14일~1944년 1월 24일)는 대한제국과 일제강점기의 관료이며 조선총독부 중추원 참의도 지냈다. 본관은 고령이다.
충청도 공주군 출신으로 한성부에서 경기고등학교의 전신인 관립중학교를 졸업했다.
학교 졸업후 1901년에 탁지부 주사로 임명되면서 대한제국 말기에 관리로 일했다. 1907년에는 탁지부 세무관이 되었고, 1910년 한일 병합 조약 체결에 따라 조선총독부로 소속을 옮겼다.
곧바로 총독부 군수에 임명되어 전라북도 임피군, 옥구군, 전주군, 금산군, 정읍군 군수를 차례로 지냈고, 1923년에는 전라남도 참여관으로 승진하였다. 1928년 퇴직한 뒤 1930년대에는 박영철이 주도한 구일회에서 활동한 기록이 있다. 1934년에 중추원 참의로 발탁되었다.
임피군수로 재직 중이던 1912년에 한국병합기념장을 수여받는 등 일본 정부로부터 여러 차례 훈장을 받았고, 1928년 충남 참여관을 마지막으로 퇴직할 때는 종5위 훈5등에 서위되어 있었다. 1939년까지 중추원 참의로 재직 중이었던 것이 확인되며, 이때 종4위 훈4등에 올라 있었다.
2002년 발표된 친일파 708인 명단과 2008년 공개된 민족문제연구소의 친일인명사전 수록예정자 명단의 중추원 부문에 모두 포함되었으며 2009년 친일반민족행위진상규명위원회가 발표한 친일반민족행위 705인 명단에도 포함되었다.

## 같이 보기
- 조선총독부 중추원
- 조선임전보국단